# دانا، ایندیانا
دانا (به انگلیسی: Dana) یک شهر در ایالات متحده آمریکا است که در شهرستان ورمیلیون، ایندیانا واقع شده‌است. دانا ۰٫۷۶ کیلومتر مربع مساحت و ۶۰۸ نفر جمعیت دارد و ۱۹۵ متر بالاتر از سطح دریا قرار دارد.